# La meccanica delle ombre
La meccanica delle ombre (La Mécanique de l'ombre) è un film del 2016 diretto da Thomas Kruithof.
La pellicola, di produzione franco-belga, ha come protagonisti François Cluzet e Alba Rohrwacher.

## Trama
Duvall è un contabile molto preciso nel suo lavoro, ma viene licenziato a causa di esuberi finanziari. Trovando difficoltà a trovare un nuovo lavoro, accetta senza porre domande il lavoro che gli viene offerto, ovvero trascrivere delle intercettazioni telefoniche. Ma si ritroverà invischiato in un pericoloso intrigo politico da cui uscire non sarà affatto semplice.

## Distribuzione
Presentato nel concorso principale del 34° Torino Film Festival, è stato distribuito nei cinema francesi l'11 gennaio del 2017, mentre in quelli italiani a partire dal 6 aprile dello stesso anno.

## Accoglienza

### Incassi
La pellicola ha incassato a livello internazionale 5,2 milioni di dollari.

### Critica
Sul sito Rotten Tomatoes ha ottenuto il 47% delle recensioni professionali positive con un voto medio di 5,3 su 10, basato su 19 recensioni.